# Luca Mazzanti
Luca Mazzanti (Bolonia, 4 de febrero de 1974) es un ciclista italiano. Se convirtió en profesional en 1997 en el seno del equipo Ceramiche Refin. Su último equipo fue el Vini Fantini-Selle Italia. 
Se retiró con 39 años, al finalizar la temporada 2013.

## Palmarés
1998
- GP Brissago - Giro del Lago Maggiore
- Gran Premio de Fourmies

2001
- 1 etapa de la Ster Elektrotoer

2003
- 1 etapa de la Settimana Coppi e Bartali

2005
- Giro d'Oro
- Gran Premio Industria y Artigianato-Larciano
- 1 etapa del Giro de Italia
- G. P. Fred Mengoni
- Due Giorni Marchigiana (ver nota)[2]

2006
- 1 etapa del Giro del Trentino

2007
- Gran Premio de Lugano

## Resultados en Grandes Vueltas y Campeonatos del Mundo
| Carrera         | Carrera         | 1997 | 1998 | 1999  | 2000 | 2001 | 2002 | 2003 | 2004 | 2005 | 2006 | 2007 | 2008 | 2009 | 2010 | 2011  | 2012  | 2013 |
| --------------- | --------------- | ---- | ---- | ----- | ---- | ---- | ---- | ---- | ---- | ---- | ---- | ---- | ---- | ---- | ---- | ----- | ----- | ---- |
|                 | Giro de Italia  | 41.º | 73.º | ―     | ―    | ―    | 67.º | Ab.  | 45.º | 39.º | 20.º | 31.º | 47.º | 42.º | 79.º | 103.º | 116.º | ―    |
|                 | Tour de Francia | ―    | ―    | 137.º | ―    | ―    | ―    | ―    | ―    | ―    | ―    | ―    | ―    | ―    | ―    | ―     | ―     | ―    |
|                 | Vuelta a España | ―    | ―    | ―     | ―    | ―    | ―    | ―    | ―    | ―    | ―    | ―    | ―    | ―    | ―    | ―     | ―     | ―    |
| Mundial en Ruta | Mundial en Ruta | ―    | ―    | ―     | ―    | ―    | ―    | ―    | 59.º | ―    | ―    | ―    | ―    | ―    | ―    | ―     | ―     | ―    |

―: no participa

Ab.: abandono